# 653564 Genersich
653564 Genersich este o planetă minoră (asteroid) din centura de asteroizi. A fost descoperită pe 18 septembrie 2003 la Piszkéstetői Obszervatórium⁠(d) de Krisztián Sárneczky⁠(d). 
Obiectul prezintă o orbită caracterizată de o semiaxă mare de 2,3791667898413 UAi, o excentricitate de 0,18060615823951, o înclinație de 2,1991236261966 ° în raport cu ecliptica.